# Shatter Dead
Shatter Dead es una película de zombis en un área no conocida siguiendo a una mujer llamada Susan, que intenta regresar al apartamento de su novio. En su camino, es perseguida por un cura y una mujer muerta llamada Mary, intentando convencerla de que estar muerta es mejor que estar viva.

## Trama
Trata sobre un mundo de los muertos vivientes y una mujer tratando de llegar a la casa de su novio.